# 金采尔
金采尔是德国黑森州的一个市镇。总面积30.29平方公里，总人口16391人，其中男性7839人，女性8552人（2011年12月31日），人口密度541人/平方公里。